# Хреново (Шарьинский район)
Хреново — деревня в составе Ивановского сельского поселения Шарьинского района Костромской области России.

## География
Деревня расположена недалеко от берега реки Ветлуга.

## История
Согласно Спискам населенных мест Российской империи в 1872 году деревня Хреново (Якимиха малая) относилась к 2 стану Ветлужского уезда Костромской губернии. В ней числилось 10 дворов, проживало 46 мужчин и 61 женщина.
Согласно переписи населения 1897 года в деревне проживало 117 человек (37 мужчин и 80 женщин).
Согласно Списку населенных мест Костромской губернии в 1907 году деревня относилась к Рождественской волости Ветлужского уезда Костромской губернии. По сведениям волостного правления за 1907 год в деревне числилось 24 крестьянских двора и 168 жителей. В деревне имелась кузница и ветряная мельница. Основным занятием жителей деревни был лесной промысел.

## Население
| 2008 | 2010 | 2014 |
| ---- | ---- | ---- |
| 0    | →0   | →0   |